# 阿爾布雷赫特·立敕爾
立敕爾（Albrecht Ritschl, 1822年—1889年），德國人，是十九世紀後半最具影響力的神學家。
立敕爾想要使信仰脫離經院哲學的宰制。他的系統反映著康德對純粹理性的負面批判，及對道德性知識的肯定。他的系統也受到士來馬赫的影響，包括從歷史的角度理解基督教、把宗教團契視為是對神學思想具有規範性之概念、強調宗教情感之重要性等；其他的影響還有陸宰的知識與人格的理論。
立敕爾的著作留給德國的思想界深刻的印象，使德國神學得到新的自信，但同時也受到強烈的敵視。他的學派快速地成長。這可能主要是因為他對宗教大膽的正面評價：他肯定宗教經驗之真實，而信仰不但可以正當地更可以獨尊地宣稱它能對世界提供最高的詮釋。信靠上帝的人生是一個事實，而不太需要像解釋其他事情般地去解釋它。立敕爾並不是站在個人主觀的立場。他的系統之客觀基礎在於基督社群的宗教經驗。「神學知識的直接對象是此社群的信仰」，而從這實證的宗教資料，神學要建構一「對世界和人生的完整看法」。所以立敕爾的著作之核心是系統神學。而他並不需要辛苦地自行建構神學的資料，因為這些資料已存在於關於耶穌的知識裡，而這知識已經啟示給基督社群了。